# Yevgueni Bezruchenko
Yevgueni Bezruchenko (Rusia, 26 de octubre de 1977) es un nadador ruso retirado especializado en pruebas de larga distancia en aguas abiertas, donde consiguió ser campeón mundial en 2001 en los 10 km en aguas abiertas.

## Carrera deportiva
En el Campeonato Mundial de Natación de 2001 celebrado en Fukuoka (Japón), ganó la medalla de plata en los 5 km en aguas abiertas, con un tiempo de 56:31 segundos, tras el italiano Luca Baldini (oro con 55:37 segundos) y por delante de otro nadador italiano Marco Formentini  (bronce con 56:42 segundos); y también ganó la medalla de oro en los 10 kilómetros aguas abiertas, con un tiempo de 2:01:04 segundos, por delante de su compatriota Vladímir Diatchin y del italiano Fabio Venturini.